# エルンスト・マスチェローニ
エルンスト・マスチェローニ（Ernesto Mascheroni、1907年11月21日 - 1984年7月3日）は、ウルグアイ・モンテビデオ出身の元ウルグアイ代表・イタリア代表の元サッカー選手。ポジションはディフェンダー（サイドバック）。
ウルグアイ代表として1930年から1939年まで、代表としてプレーする。その中でも1930年のFIFAワールドカップでは主力として活躍し、優勝に貢献した。1934年には当時のセリエAは自国籍以外の選手は入団することはできなかった為、イタリア国籍を取得し、アンブロシアーナ・インテル（現：インテルナツィオナーレ・ミラノ）へ移籍。1936年にはイタリア代表としても2キャップに出場している。1936年には、ウルグアイのCAペニャロールへ移籍し、1940年に現役を退いた。